# Strada Statale 43 della Val di Non
Die Strada Statale 43 della Val di Non (kurz SS 43) ist eine italienische Staatsstraße, die 1928 zwischen der SS 42 an der Ponte di Mostizzolo, einer Brücke über den Fluss Noce, und San Michele all’Adige festgelegt wurde. Sie geht zurück auf einen Teilabschnitt der 1923 festgelegten Strada nazionale 23. Ihre Länge beträgt knapp 31 Kilometer.
Wegen ihres Verlaufes durch das Nonstal erhielt sie den namentlichen Titel della Val di Non. Nach Mezzolombardo wurde die SS 43 auf eine westlich des Flusses Noce liegende Straße gelegt, um die Ortsdurchfahrten am Ostufer zu entlasten.